# Arbitráž (finance)
Arbitráž je ve finančnictví způsob obchodu, který využívá odlišných cen na různých trzích. V zásadě to mohou být místně oddělené trhy (pak se jedná o místní arbitráž), anebo časově oddělené trhy – spotový a termínový (pak se jedná o časovou arbitráž).
Obchodník nákupem identického zboží na jednom trhu a jeho prodejem na jiném trhu za různé ceny dosahuje bezrizikového zisku. Působením arbitrů se však nakonec ceny na trzích srovnávají. Arbitrážní obchody se přestávají vyplácet, pokud je rozdíl mezi cenami na jednotlivých trzích roven maximálně transakčním nákladům převedení zboží mezi těmito trhy.
Možnosti arbitráže jsou s rostoucí globalizací stále nižší, protože se zvětšujícím se množstvím hráčů na trhu se zvyšuje také jeho likvidita i efektivita.

## Místní arbitráž

### Příklad
V Praze se prodává (i vykupuje) jeden kus určitého zboží za 2000 Kč. V Brně se totéž zboží prodává (i vykupuje) za 3000 Kč. Obchodník nakoupí co nejvíc tohoto zboží v Praze za 2000 Kč a odveze je do Brna, kde za něj dostane 3000 Kč za kus. Bezrizikově tak vydělal na jednom kusu 1000 Kč minus náklady na dopravu a další související náklady. Realizoval tak „místní arbitráž“, tzn. využil rozdílu ceny na trhu v Praze a ceny na trhu v Brně. Cena v Praze bude následkem těchto arbitrážních obchodů růst (roste poptávka) a v Brně klesat (roste nabídka), dokud rozdíl mezi cenami nebude maximálně roven nákladům na dopravu tohoto zboží z Prahy do Brna (transakčním nákladům).

## Časová arbitráž
Časová arbitráž vypadá podobně, ale místo dvou odlišných míst jde o dva různé časy. Nikdo však neví jistě, jakou bude mít obchodované aktivum cenu za delší dobu, pokud na to ovšem nemá uzavřený finanční derivát. Tak může nyní na spotovém trhu vstoupit do jedné pozice, zároveň vstoupit na termínovém trhu do jiné pozice a díky rozdílům v ceně na těchto 2 trzích realizovat bezrizikový zisk. Transakční náklady vyplývají z doby od uzavření obou pozic do realizace termínového obchodu a mohou mít podobu nákladů skladovacích (pokud se jedná o komodity), úrokových (pokud se jedná např. o depozitum) atd.

### Příklad
Určité zboží se prodává za cenu 2000 Kč za kus. Obchodník má možnost vstoupit do derivátu, který mu zajistí prodej tohoto zboží za 3 měsíce za cenu 3000 Kč/ks. Přitom vím, že cena tohoto zboží na trhu se nemění. Nakoupí tedy co nejvíce kusů tohoto zboží a na všechny uzavře derivát na jejich prodej za 3000 Kč. Realizoval tak „časovou arbitráž“ – využil rozdílu ceny na spotovém trhu (2000 Kč) a na termínovém trhu (3000 Kč).
V případě derivátů je jejich cena stanovena právě s ohledem na to, aby nebylo možno provádět takovouto časovou arbitráž. Cena derivátů je samozřejmě utvářena nabídkou a poptávkou, ale vždy se bude pohybovat v mezích nedovolujících arbitráž, jinak bude právě působením arbitražérů do těchto mezí brzy vrácena.